# Louisa Helmuth
Louisa Nene Helmuth (tidligere Pusle Helmuth Darville og født Luise Charlotte Helmuth 12. august 1962) er en dansk tidligere børneskuespiller og sekretær som er bedst kendt under navnet Pusle Helmuth som hun blev kaldt fra barn af. Hun debuterede i en alder af kun tre år i filmen Min søsters børn, og var med i de tre efterfølgende film i denne serie.
Før den sidste "Min søsters børn" film i 1971 medvirkede hun i filmen "Ta' lidt solskin" med undertitlen "Gårdsangerens unger" fra 1969.
Hun stoppede med skuespillet i de tidlige teenageår og har i sit voksne liv arbejdet som sekretær i Folketinget, stewardesse, receptionist, køkkenmedhjælper, rengøringskone, tjener, bartender og garderobedame.
Pusle skrev i 2004 sin selvbiografi "Pusle" – En personlig historie, som var en målrettet advarsel til nutidens forældre til spirende børnestjerner. Hun skrev i bogen: "Pas godt på dem. De er meget sårbare. For det at være barnestjerne er en voksenrolle."
Pusle åbnede i 2019 restauranten Helmuth i Hellerup. Restauranten lukkede senere på grund af coronakrisen.

## Privat
Hun var frem til 2018 gift med Søren, med hvem hun har børnene Victoria og Albert. Sønnen Simon har hun fra et tidligere forhold.
Pusle Helmuth er barnebarn af Osvald Helmuth og datter af skuespillerne Frits Helmuth og Jeanne Darville. Hun er halvsøster til skuespilleren Mikael Helmuth og tante til Kristoffer Helmuth. Hun boede, som barn, hos sin mor i Lyngby nord for København.

## Filmografi
- Min søsters børn (1966)
- Min søsters børn på bryllupsrejse (1967)
- Min søsters børn vælter byen (1968)
- Ta' lidt solskin (1969)
- Min søsters børn når de er værst (1971)

## Diskografi
Fra 'Min søsters børn'-filmene har Pusle indsunget bl.a:
- "Tryllesangen" / "Jodlesangen" – fra "Min søsters børn på bryllupsrejse"
- Syngepigerne sammen med Lotte (Vibeke Houlberg) fra Min søsters børn vælter byen
- "Det' mentalt, det er galt" - sammen med Dirch Passer - fra Min søsters børn vælter byen
- "Stjerneland" - Min søsters børn vælter byen
- "Blops Godnatsang" - sammen med de øvrige søskende i flere "Min søsters børn"-film. Denne sang anvendes også i senere 'Min søsters børn'-film af nyere dato.

Desuden har hun bl.a indsunget disse børnesange:
- "Godnat-sang til Pondus" / "Pingvinmarch" - for Landmandsbanken / København Zoo
- "Tryllemissen" / "Koen I Nøddebo" (1969)
- "Rudolf med den røde tud" / "På loftet sidder nissen med sin julegrød" (1969)
- "Fri Fra Skole" / "Sangen Om Myggen Og Stæren"

## Biografi
- ”En dag med Pusle” (1969) – biografisk bog om barnestjernen
- "Pusle" – En personlig historie (2004) ISBN 87-7901-176-4
- “Jeg er blevet klogere på mig selv” (2017) ISBN 9788793628106